# Südost Autobahn
De Südost Autobahn (A3) is een Oostenrijkse snelweg tussen de Süd Autobahn (A2) en de nationale weg 308, die bij de stad Sopron op haar beurt overgaat in de Hongaarse M85. Het snelweggedeelte van de Südost Autobahn heeft als wegnummer A3 en is 38 kilometer lang. Bij de zuidelijke afrit van de snelweg is een verbinding met de Burgenland Schnellstraße (S31).
Autobahnen: A1 · A2 · A3 · A4 · A5 · A6 · A7 · A8 · A9 · A10 · A11 · A12 · A13 · A14 · A21 · A22 · A23 · A24 · A25 · A26
Schnellstraßen: S1 · S2 · S3 · S4 · S5 · S6 · S7 · S8 · S10 · S16 · S18 · S31 · S33 · S34 · S35 · S36 · S37